# Maler des Bostoner Polyphem

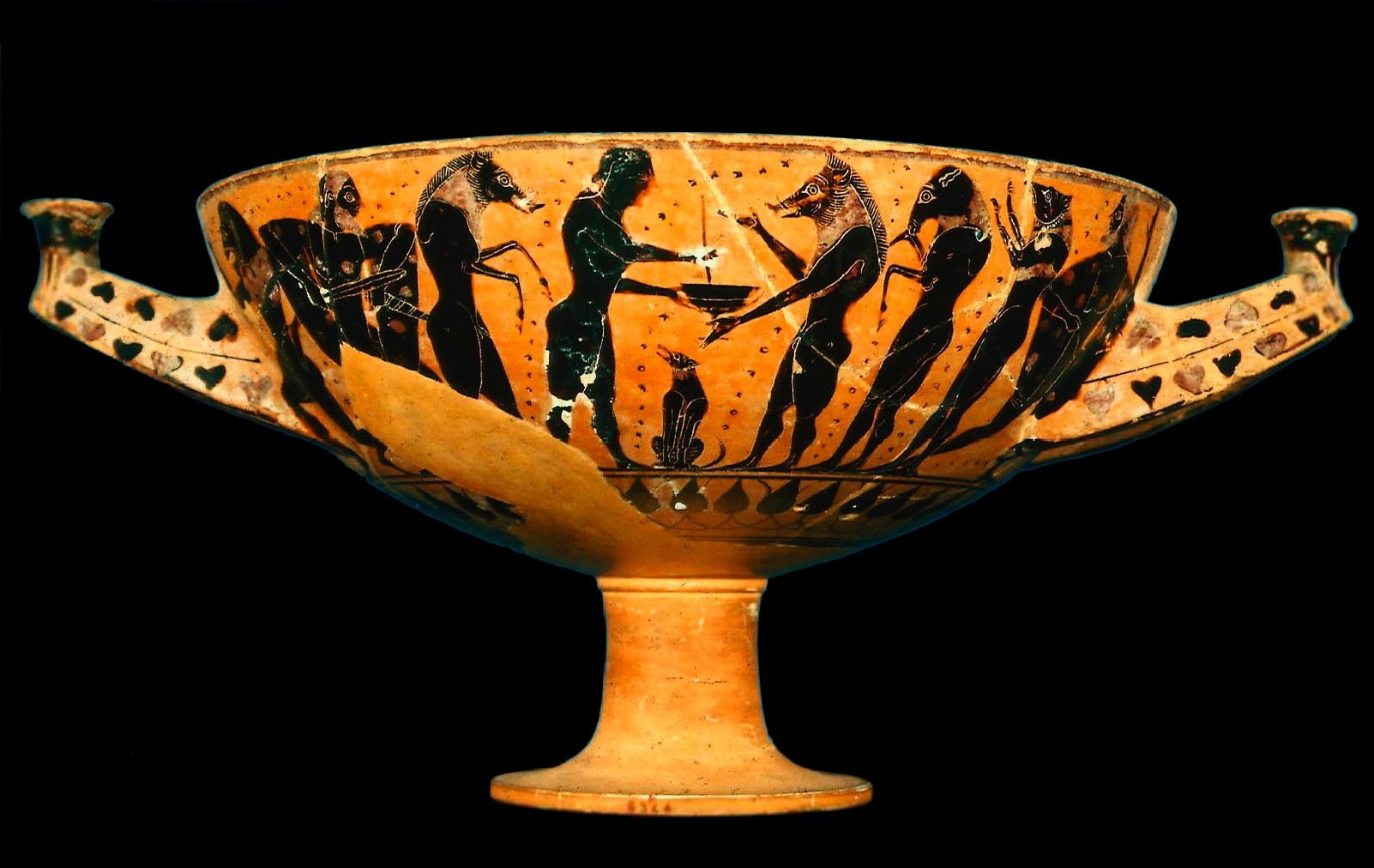
Schale Boston 99.518

Der Maler des Bostoner Polyphem (Painter of the Boston Polyphemos) (tätig zwischen 560 und 550 v. Chr. in Athen) war ein griechischer Vasenmaler des schwarzfigurigen Stils. Seinen Notnamen erhielt er nach einer Schale im Museum of Fine Arts, Boston 99.518 mit der Darstellung des Polyphem-Abenteuers. Mit Vorsicht hat Beazley ihm noch zwei weitere Schalen zugeschrieben: Berlin F 1773 und Athen, Nationalmuseum Akr. 1639.